# Hit Me Hard and Soft: The Tour
Hit Me Hard and Soft: The Tour is de komende zevende headliner -concerttournee van de Amerikaanse singer-songwriter Billie Eilish, ter promotie van haar derde studioalbum Hit Me Hard and Soft (2024).  De tournee werd aangekondigd op 29 april 2024 en start op 29 september 2024 in het Videotron Centre in Quebec City en eindigt op 27 juli 2025 in de 3Arena in Dublin. Er werden 3 shows in Nederland aangekondigd, en geen shows in België.

## Setlist
1. "Chihiro"
2. "Lunch"
3. "NDA"
4. "Therefore I Am"
5. "Wildflower"
6. " When the Party's Over"
7. "The Diner"
8. "Ilomilo"
9. " Bad Guy"
10. "The Greatest"
11. "Male Fantasy"
12. "Skinny"
13. "TV"
14. "Bury a Friend"
15. "Oxytocin"
16. "You Should See Me in a Crown"
17. "Guess"
18. "Everything I Wanted"
19. "Blue"
20. "Lovely" / "Idontwannabeyouanymore" / "Ocean Eyes"
21. "L'Amour de Ma Vie" / "Over Now" (extended edit)
22. "What Was I Made For?"
23. "Happier Than Ever"
24. "Birds of a Feather"

## Tourdata
| Datum (2024) | Stad         | Land             | Venue                 | Opening Act      | Opkomst         |
| ------------ | ------------ | ---------------- | --------------------- | ---------------- | --------------- |
| 29 september | Quebec City  | Canada           | Videotron Centre      | Nat & Alex Wolff | 17,931 / 17,931 |
| 1 oktober    | Toronto      | Canada           | Scotiabank Arena      | Nat & Alex Wolff | —               |
| 2 oktober    | Toronto      | Canada           | Scotiabank Arena      | Nat & Alex Wolff | —               |
| 4 oktober    | Baltimore    | Verenigde Staten | CFG Bank Arena        | Nat & Alex Wolff | —               |
| 5 oktober    | Philadelphia | Verenigde Staten | Wells Fargo Center    | Nat & Alex Wolff | —               |
| 7 oktober    | Detroit      | Verenigde Staten | Little Caesars Arena  | Nat & Alex Wolff | —               |
| 9 oktober    | Newark       | Verenigde Staten | Prudential Center     | Nat & Alex Wolff | —               |
| 11 oktober   | Boston       | Verenigde Staten | TD Garden             | Nat & Alex Wolff | —               |
| 13 oktober   | Pittsburgh   | Verenigde Staten | PPG Paints Arena      | Nat & Alex Wolff | —               |
| 16 oktober   | New York     | Verenigde Staten | Madison Square Garden | Nat & Alex Wolff | 54,866 / 54,866 |
| 17 oktober   | New York     | Verenigde Staten | Madison Square Garden | Nat & Alex Wolff | 54,866 / 54,866 |
| 18 oktober   | New York     | Verenigde Staten | Madison Square Garden | Nat & Alex Wolff | 54,866 / 54,866 |
| 2 november   | Atlanta      | Verenigde Staten | State Farm Arena      | Towa Bird        | —               |
| 3 november   | Atlanta      | Verenigde Staten | State Farm Arena      | Towa Bird        | —               |
| 6 november   | Nashville    | Verenigde Staten | Bridgestone Arena     | Towa Bird        | 33,936 / 33,936 |
| 8 november   | Cincinnati   | Verenigde Staten | Heritage Bank Center  | Towa Bird        | —               |
| 10 november  | Saint Paul   | Verenigde Staten | Xcel Energy Center    | Towa Bird        | —               |
| 11 november  | Saint Paul   | Verenigde Staten | Xcel Energy Center    | Towa Bird        | —               |
| 13 november  | Chicago      | Verenigde Staten | United Center         | Nat & Alex Wolf  | —               |
| 14 november  | Chicago      | Verenigde Staten | United Center         | Nat & Alex Wolf  | —               |
| 16 november  | Kansas City  | Verenigde Staten | T-Mobile Center       | Nat & Alex Wolf  | —               |
| 17 november  | Omaha        | Verenigde Staten | CHI Health Center     | Nat & Alex Wolf  | —               |
| 19 november  | Denver       | Verenigde Staten | Ball Arena            | Nat & Alex Wolf  | —               |
| 20 november  | Denver       | Verenigde Staten | Ball Arena            | Nat & Alex Wolf  | —               |
| 3 december   | Vancouver    | Canada           | Rogers Arena          | The Marias       | —               |
| 5 december   | Seattle      | Verenigde Staten | Climate Pledge Arena  | The Marias       | —               |
| 6 december   | Seattle      | Verenigde Staten | Climate Pledge Arena  | The Marias       | —               |
| 8 december   | Portland     | Verenigde Staten | Moda Center           | The Marias       | —               |
| 10 december  | San Jose     | Verenigde Staten | SAP Center            | The Marias       | —               |
| 11 december  | San Jose     | Verenigde Staten | SAP Center            | The Marias       | —               |
| 13 december  | Glendale     | Verenigde Staten | Desert Diamond Arena  | The Marias       | —               |
| 15 december  | Inglewood    | Verenigde Staten | Kia Forum             | The Marias       | —               |
| 16 december  | Inglewood    | Verenigde Staten | Kia Forum             | Towa Bird        | —               |
| 17 december  | Inglewood    | Verenigde Staten | Kia Forum             | Nat & Alex Wolff | —               |
| 20 december  | Inglewood    | Verenigde Staten | Kia Forum             | Ashnikko         |                 |
| 21 december  | Inglewood    | Verenigde Staten | Kia Forum             | Finneas          |                 |

| Datum (2025) | Stad          | Land                | Arena                         | Opening Act(s) |
| ------------ | ------------- | ------------------- | ----------------------------- | -------------- |
| 18 februari  | Brisbane      | Australië           | Brisbane Entertainment Centre | Ashnikko       |
| 19 februari  | Brisbane      | Australië           | Brisbane Entertainment Centre | Ashnikko       |
| 21 februari  | Brisbane      | Australië           | Brisbane Entertainment Centre | Ashnikko       |
| 22 februari  | Brisbane      | Australië           | Brisbane Entertainment Centre | Ashnikko       |
| 24 februari  | Sydney        | Australië           | Qudos Bank Arena              | Ashnikko       |
| 25 februari  | Sydney        | Australië           | Qudos Bank Arena              | Ashnikko       |
| 27 februari  | Sydney        | Australië           | Qudos Bank Arena              | Ashnikko       |
| 28 februari  | Sydney        | Australië           | Qudos Bank Arena              | Ashnikko       |
| 4 maart      | Melbourne     | Australië           | Rod Laver Arena               | Ashnikko       |
| 5 maart      | Melbourne     | Australië           | Rod Laver Arena               | Ashnikko       |
| 7 maart      | Melbourne     | Australië           | Rod Laver Arena               | Ashnikko       |
| 8 maart      | Melbourne     | Australië           | Rod Laver Arena               | Ashnikko       |
| 23 april     | Stockholm     | Zweden              | Avicii Arena                  | Tom Odell      |
| 24 april     | Stockholm     | Zweden              | Avicii Arena                  | Tom Odell      |
| 26 april     | Bærum         | Noorwegen           | Unity Arena                   | Tom Odell      |
| 28 april     | Kopenhagen    | Denemarken          | Royal Arena                   | Tom Odell      |
| 29 april     | Kopenhagen    | Denemarken          | Royal Arena                   | Tom Odell      |
| 2 mei        | Hannover      | Duitsland           | ZAG-Arena                     | Tom Odell      |
| 4 mei        | Amsterdam     | Nederland           | Ziggo Dome                    | Tom Odell      |
| 5 mei        | Amsterdam     | Nederland           | Ziggo Dome                    | Tom Odell      |
| 7 mei        | Amsterdam     | Nederland           | Ziggo Dome                    | Tom Odell      |
| 9 mei        | Berlijn       | Duitsland           | Uber Arena Berlin             | Tom Odell      |
| 29 mei       | Keulen        | Duitsland           | Lanxess Arena                 | Tom Odell      |
| 30 mei       | Keulen        | Duitsland           | Lanxess Arena                 | Tom Odell      |
| 1 juni       | Praag         | Tsjechië            | O2 Arena                      | Tom Odell      |
| 3 juni       | Kraków        | Polen               | Tauron Arena                  | Tom Odell      |
| 4 juni       | Kraków        | Polen               | Tauron Arena                  | Tom Odell      |
| 6 juni       | Wenen         | Oostenrijk          | Wiener Stadthalle             | Tom Odell      |
| 8 juni       | Bologna       | Italië              | Unipol Arena                  | Tom Odell      |
| 10 juni      | Parijs        | Frankrijk           | Accor Arena                   | Lola Young     |
| 11 juni      | Parijs        | Frankrijk           | Accor Arena                   | Lola Young     |
| 14 juni      | Barcelona     | Spanje              | Palau Sant Jordi              | Tom Odell      |
| 15 juni      | Barcelona     | Spanje              | Palau Sant Jordi              | Tom Odell      |
| 7 juli       | Glasgow       | Verenigd Koninkrijk | OVO Hydro                     | Syd            |
| 8 juli       | Glasgow       | Verenigd Koninkrijk | OVO Hydro                     | Syd            |
| 10 juli      | Londen        | Verenigd Koninkrijk | The O2 Arena                  | Syd            |
| 11 juli      | Londen        | Verenigd Koninkrijk | The O2 Arena                  | Syd            |
| 13 juli      | Londen        | Verenigd Koninkrijk | The O2 Arena                  | Syd            |
| 14 juli      | Londen        | Verenigd Koninkrijk | The O2 Arena                  | Magdalena Bay  |
| 16 juli      | Londen        | Verenigd Koninkrijk | The O2 Arena                  | Magdalena Bay  |
| 17 juli      | Londen        | Verenigd Koninkrijk | The O2 Arena                  | Magdalena Bay  |
| 19 juli      | Manchester    | Verenigd Koninkrijk | Co-op Live                    | Syd            |
| 20 juli      | Manchester    | Verenigd Koninkrijk | Co-op Live                    | Syd            |
| 22 juli      | Manchester    | Verenigd Koninkrijk | Co-op Live                    | Syd            |
| 23 juli      | Manchester    | Verenigd Koninkrijk | Co-op Live                    | Syd            |
| 26 juli      | Dublin        | Ierland             | 3Arena                        | Syd            |
| 27 juli      | Dublin        | Ierland             | 3Arena                        | Syd            |
| 16 augustus  | Saitama       | Japan               | Saitama Super Arena           | —              |
| 17 augustus  | Saitama       | Japan               | Saitama Super Arena           | —              |
| 9 oktober    | Miami         | Verenigde Staten    | Kaseya Center                 | —              |
| 11 oktober   | Miami         | Verenigde Staten    | Kaseya Center                 | —              |
| 12 oktober   | Miami         | Verenigde Staten    | Kaseya Center                 | —              |
| 14 oktober   | Orlando       | Verenigde Staten    | Kia Center                    | —              |
| 16 oktober   | Raleigh       | Verenigde Staten    | Lenovo Center                 | —              |
| 17 oktober   | Raleigh       | Verenigde Staten    | Lenovo Center                 | —              |
| 19 oktober   | Charlotte     | Verenigde Staten    | Spectrum Center               | —              |
| 20 oktober   | Charlotte     | Verenigde Staten    | Spectrum Center               | —              |
| 23 oktober   | Philadelphia  | Verenigde Staten    | Xfinity Mobile Arena          | —              |
| 25 oktober   | Elmont        | Verenigde Staten    | UBS Arena                     | —              |
| 26 oktober   | Elmont        | Verenigde Staten    | UBS Arena                     | —              |
| 7 november   | New Orleans   | Verenigde Staten    | Smoothie King Center          | —              |
| 8 november   | New Orleans   | Verenigde Staten    | Smoothie King Center          | —              |
| 10 november  | Tulsa         | Verenigde Staten    | BOK Center                    | —              |
| 11 november  | Tulsa         | Verenigde Staten    | BOK Center                    | —              |
| 13 november  | Austin        | Verenigde Staten    | Moody Center                  | —              |
| 14 november  | Austin        | Verenigde Staten    | Moody Center                  | —              |
| 18 november  | Phoenix       | Verenigde Staten    | PHX Arena                     | —              |
| 19 november  | Phoenix       | Verenigde Staten    | PHX Arena                     | —              |
| 22 november  | San Francisco | Verenigde Staten    | Chase Center                  | —              |
| 23 november  | San Francisco | Verenigde Staten    | Chase Center                  | —              |
| Totaal       | Totaal        | Totaal              | Totaal                        | —              |

1. ↑  Labelled as Long Island in promotional material.